# Svědectví

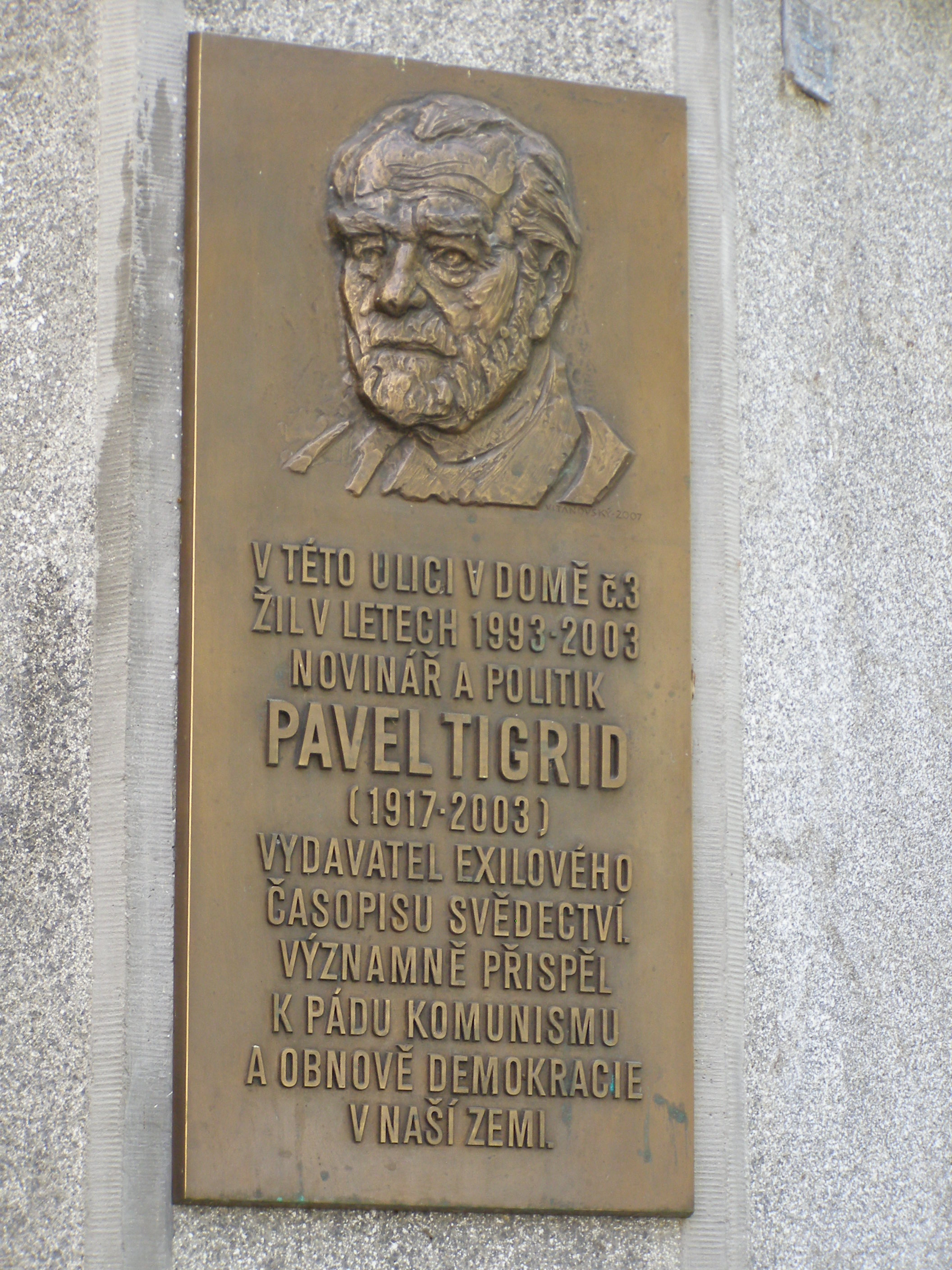
Gedenktafel für Pavel Tigrid, den Begründer der Zeitschrift.
Deutsche Übersetzung: „In dieser Straße im Haus Nr. 3 lebte von 1993–2003 der Journalist und Politiker Pavel Tigrid (1917–2003), Herausgeber des Exilmagazins Svědectví, er trug maßgeblich zum Zusammenbruch des Kommunismus und zur Erneuerung der Demokratie in unserem Lande bei.“

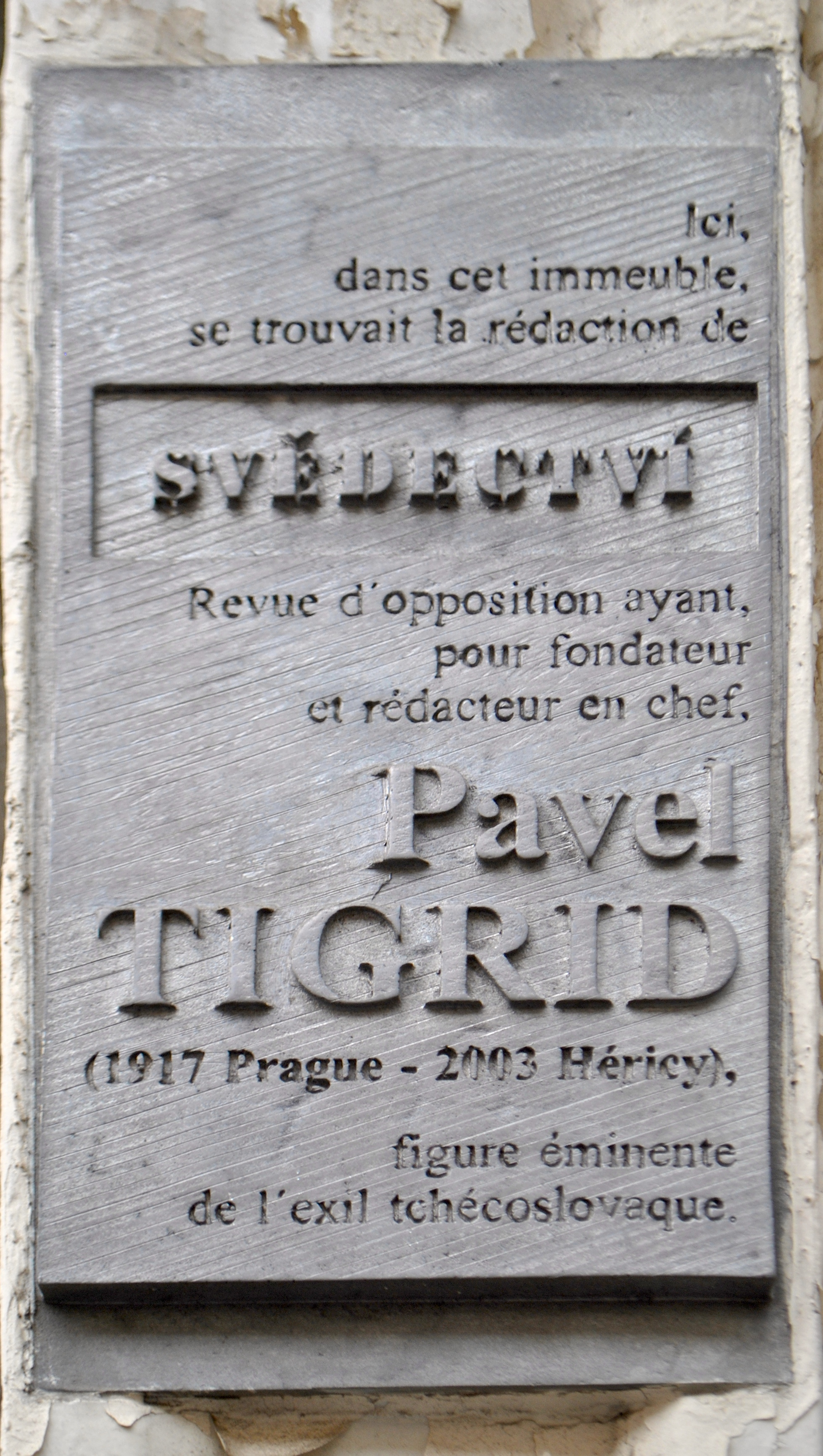
Die Gedenktafel am Redaktionssitz von Svědectví in Paris wurde 2007 angebracht.
Deutsche Übersetzung: „Hier, in diesem Gebäude, war die Redaktion von Svědectví, einer oppositionellen Zeitschrift, deren Gründer und Chefredakteur Pavel Tigrid (1917 Prag – 2003 Héricy) war, eine prominente Persönlichkeit des tschechoslowakischen Exils.“

Svědectví (tschechisch für Zeugnis, Zeugenaussage) war eine tschechische Exilzeitschrift. Sie wurde 1956 von Pavel Tigrid in New York gegründet, zog 1960 nach Paris und bestand bis 1992.

## Geschichte
Svědectví war eine Vierteljahresschrift für Emigranten aus der kommunistisch regierten Tschechoslowakei, mit Schwerpunkt auf Politik und Kultur. Sie wurde 1956 in New York vom Journalisten Pavel Tigrid gegründet, der zuvor aus Westdeutschland für Radio Free Europe gearbeitet hatte. Er war während der gesamten Zeit des Bestehens der Zeitschrift ihr Chefredakteur, zu weiteren Mitarbeitern zählten Jiří Horák und Radomír Luža. Im Jahr 1960 zog die Redaktion nach Paris und nach der Samtenen Revolution 1990 nach Prag um. Nach insgesamt 93 veröffentlichten Ausgaben wurde die Zeitschrift 1992 eingestellt. Sie zielte auf eine schrittweise Liberalisierung des kommunistischen Regimes, und ein erheblicher Teil der jeweiligen Auflage wurde illegal in die Tschechoslowakei gebracht – auch im Taschenformat. Vor dem Prager Frühling 1968 wurde Svědectví hauptsächlich von Angehörigen des Exils nach dem Zweiten Weltkrieg herausgegeben, doch nach der sowjetischen Besetzung der ČSSR wurde sie zu einem Forum für oppositionelle Kräfte, sowohl im Exil als auch in der Tschechoslowakei selbst. Inhaltlich wurde hauptsächlich die Situation in den Ostblockstaaten kommentiert und analysiert und gegen die Praktiken der dortigen Regierungen und das Wesen totalitärer Regime im Allgemeinen argumentiert.
Hinsichtlich der Bedeutung für die jeweilige Exilliteratur kann Svědectví mit der polnischen Zeitschrift Kultura aus Paris verglichen werden. Svědectví verfolgte auch die Entwicklungen in der Tschechoslowakei und hatte dort geheime Mitarbeiter. 1967 wurde der Prosaschriftsteller Jan Beneš zu 5 Jahren Haft verurteilt, weil er in der Zeitschrift (unter einem Pseudonym) veröffentlicht hatte. Dennoch veröffentlichten in den 1970er Jahren viele Samisdat-Autoren und Publizisten Beiträge in Svědectví. Ein großer Teil jeder Ausgabe war der Literatur gewidmet. Auch im Vergleich mit weiteren tschechoslowakischen Emigrantenzeitschriften (u. a. Listy, Rom, seit 1971; Informační materiály, West-Berlin, seit 1971; Obrys, München, seit 1981; Paternoster, Wien, seit 1983; Rozmluvy, London, seit 1982) hatte Svědectví eine herausragende Stellung. Neben Übersetzungen von Werken ausländischer Politiker und Schriftsteller wie Zbigniew Brzeziński, George F. Kennan, Leszek Kołakowski, Mihajlo Mihajlov und Adam Michnik wurden hauptsächlich Beiträge tschechischer Autoren veröffentlicht, darunter Václav Bělohradský, Václav Havel, Erazim Kohák, Josef Kroutvor und Jan Patočka. Aus Angst vor Verfolgung wurden einige Artikel einheimischer Autoren anonym oder unter Pseudonym veröffentlicht; viele (vor allem kleine) Notizen blieben unsigniert. Im Museum der tschechoslowakischen Staatssicherheit in Prag, das 1990 geschlossen wurde, waren neben einem ausgestopften Schäferhund auch einige Exemplare von Svědectví ausgestellt.